# Citroën CX
Citroën CX — французский полноразмерный автомобиль бизнес-класса, выпускавшийся компанией Citroën с 1974 по 1991 год. За всё время (16 лет) было продано около 1,041 миллиона экземпляров. В 1975 году CX был избран Европейским автомобилем года.
Некоторые энтузиасты и почитатели марки считают его последним «настоящим» Citroën, так как после выпуска этой модели в 1976 году другой французский автопроизводитель — Peugeot объединился с Citroën в PSA. Также CX стал последним успешным авто из серии «Big Citroën», которая началась ещё в 1934 году.
CX имел три варианта исполнения — фастбэк, универсал и удлинённый фастбэк (с увеличенной колёсной базой) на платформе универсала.

## История
Работы над разработкой нового Citroën, который должен был заменить устаревший DS, начались в конце 1960-х годов. Проектные работы велись под внутренним названием «проект L», в рамках которого были построены первые макеты и ходовые образцы, в которых прослеживался будущий Citroën CX.
Премьера нового Citroën CX состоялась на Парижском автосалоне 1974 года. Название CX — намёк на коэффициент аэродинамического сопротивления по продольной оси (Cx), подчёркивающий хорошую аэродинамику кузова. Сx этой модели была равен 0,37.
С самого начала производства и продаж CX имел огромный успех в Европе, к 1978 году уже было выпущено более 132 000 экземпляров. Эта модель нашла клиентов не только среди покупателей Citroën DS, но и интегрировало технологичность весьма непрактичного Citroën SM для обычных покупателей. В отличие от своих основных конкурентов, CX не имел всемирного распространения - затраты на разработку и улучшения должны были быть выполнены из географически небольшой базы продаж. В соответствии с «Днём вождения и моторостроения» CX «представляет собой поразительно интеллектуальный набор решений для современных автомобильных проблем».
В 1974 году новый CX имел две версий: 
- CX 2000 с мотором объёмом 1985 см3 (102 л.с.)
- CX 2200 с мотором объёмом 2175 см3 (112 л.с.)

В 1975 году были выпущены новая модель Pallas и дизельный вариант CX 2200 D.
В 1976 году на конвейере появился CX 2400 Prestige с удлинённым кузовом и приподнятой крышей. Тогда же в линейке появился универсал Break с дизельными двигателями (версии 2000; 2200 или 2200).
В 1977 году CX GTi получил современную систему впрыска Bosch L-Jetronic мощностью 128 л. с. (94 кВт).
В 1981 году малопопулярная полуавтоматическая коробка передач C-Matic с гидротрансформатором была заменена оригинальной автоматической коробкой передач ZF. Тогда же  антикоррозионная обработка кузова анафорезом была заменена более эффективной катафорезной обработкой, с помощью которой удалось избавить новые CX от преждевременной коррозии. До этого момента низкая стойкость к коррозии была одной из самых существенных проблем CX.
В 1983 году диапазон был обновлен - Reflex стал CX 20, Athena стала CX 20 TRE, дизельный рефлекс CX 2500 стал CX 25 D, а инжектор CX 2400 Pallas стал CX Pallas IE.
В 1984 году версия CX 25 D получила турбонагнетатель и стала назывался CX 25 RD Turbo и TRD Turbo (DTR на англоязычных рынках), а двигатель модели 2400 был заменен на усовершенствованный 2500.
В 1985 году CX претерпел большие косметические изменения. Появились новые пластиковые бамперы и новая приборная панель с классическими шкалами и тахометром, которая была встроена в старую торпеду, выглядя при этом свежей и современной, а также стал устанавливаться новый утолщённый руль и другие сиденья. CX 20 был снят с производства, а взамен был представлен новый CX 22 TRS.
В 1987 году был выпущен миллионный CX.
В январе 1991 года полностью прекратился выпуск Citroën CX, его место на конвейере занял Citroën XM.

## Дизайн

### Экстерьер
Футуристичный дизайн CX был создан известным французским дизайнером Робертом Опроном, который при создании дизайна ориентировался преимущественно на модели GS и SM, а также в прототип BLMC 1800 от кузовного ателье «Pininfarina» конца 1960-х годов. Он добился успеха в стремлении увековечить инновационный образ DS, не превращая его замену в простой ее клон. 
Кузов нового CX получил плавные линии, закрытые панелями задние колёса, вогнутое заднее стекло, а также сильно наклонённое лобовое стекло с одним дворником делали дизайн CX сильно выделяющимся на фоне других автомобилей 1970-х годов. CX имел кузов фастбек, то есть заднее стекло не поднималось, а снизу была небольшая крышка багажника.
Роберту Опрону удалось придать CX силуэт автомобиля будущего, благодаря чему автомобиль долго не «выбивался» из автомобильной моды и продержался на конвейере 16 лет. 
- Оформление передка
- Оформление задней части
- Citroën CX 2200 (1975 г.в.)

### Салон
Интерьер салона, созданный дизайнером Мишелем Харманом, был создан с максимальной заботой об эргономике. Все элементы управления сгруппированы на приборном щитке вокруг рулевого колеса — слева находится 17 контрольных ламп, кнопки управления освещением и звуковой сигнал, а справа расположены клавиши управления дворниками и омывателя лобового стекла (так называемые подрулевые лепестки). Подрулевые лепестки позволяет водителю дотянуться до всех органов управления, в то время как обе руки остаются на рулевом колесе (которое как и у предшественника DS односпицевое). В двух квадратных окошках на панели приборов располагаются ленточный спидометр и тахометр. Шар над магнитолой, похожий на яблоко, является пепельницей. По краям торпеды расположены дефлекторы воздухозаборников. Бардачок имеет личинку замка.
Приборная панель, рулевое колесо и торпеда в салоне CX вместе выглядят очень футуристично и авангардно, напоминая модуль управления космическим кораблём.

Велюровые сидения имеют массивные подголовники и высокие спинки, а также установлены под небольшим наклоном. Углубления в дверных картах имеют округлую форму, так как в них расположены ручки стеклоподъёмников. 
- Задний ряд сидений в удлинённой версии «Prestige»
- Клавиши управления поворотниками и звуковым сигналом
- Руль и панель приборов (1974-1985 г.г.)
- Приборная панель после рестайлинга (1985-1991 г.г.)

## Конструкция
Citroën CX имеет в своей основе раму, к которой шестнадцатью подушками крепится несущий кузов. Для создания пространственной жёсткости самого кузова, передние крылья приварены к лонжеронам.

### Подвеска
На CX устанавливалась уникальная гидропневматическая подвеска от Citroën. Подвеска состояла из 6 сфер. Внутри каждой сферы существовало две камеры (в верхней — сжатый азот, а в нижней — гидравлическая жидкость LHM), разделённых между собой эластичной мембраной, и цилиндр, также заполненного жидкостью, со скользящим в нём поршнем.
Способность подвески CX поглощать большие неровности и всё же влажные или шероховатые поверхности была необычной, с неизменным качеством езды. Подвеска была прикреплена к подрамникам, которые были установлены на корпусе с помощью гибких креплений, чтобы ещё больше повысить качество езды и уменьшить дорожный шум. Британский журнал Car описал ощущение водителя CX, как зависающего над неровностями дороги, так же, как корабль, проходящий над дном океана.
Подвеска ставилась по лицензии Citroën компанией Rolls-Royce на Silver Shadow. Подвеска на Mercedes-Benz 450SEL 6.9 хоть и не являлась полной копией, но повторяла принципы гидропневматической подвески после менее эффективной установки пневмоподвески Mercedes-Benz 600.
В CX устанавливалась гидравлическая система рулевого управления с контролируемым возвратом DIRAVI (фр. Direction à rappel asservi), идентичная SM. Эта система представляла из себя рулевую рейку с гидроцилиндрами и большую проставку между рулевым валом и рейкой. Золотник, в зависимости от разницы между положением рулевого колеса и передних колёс, подает нужный объём жидкости в один из гидроцилиндров рулевой рейки. Механически рулевое колесо и рейка в нормальном состоянии не связаны, взаимодействуют они только при отсутствии давления в гидросистеме.

### Двигатель
Citroën и NSU создали совместное предприятие «Comotor», на котором должно было производится целое семейство роторно-поршневых двигателей Вранкеля (РПД) для нескольких моделей обоих брендов (Citroën CX и NSU Ro 80). На CX предполагалась установка двух таких РПД: «Birotor» объёмом 995 куб.см (110  л. с.), которым в дальнейшем будет оснащён GS Birotor, а также «Trirotor» объёмом 1493 куб.см. Так как РПД имеет относительно небольшие габариты, моторный отсек на CX сделали небольшой. 
Из-за нефтяного кризиса 1973 года были пересмотрены планы Citroën на внедрение РПД. Роторный двигатель, имевший достаточно высокий расход топлива, мог бы снизить продажи Citroën CX (как это случилось с GS Birotor). Кроме того, нестабильная надёжность РПД на NSU Ro 80, которые планировалось устанавливать на будущий CX, вызывала недоверие у европейских автомобилистов. 
Поэтому компания Citroën от идеи РПД была вынуждена отказаться, а на готовившийся к запуску в производство Citroën CX было решено устанавливать классический поршневой двигатель. При этом конструкторы сумели установить обычный поршневой двигатель в уже скомпонованный моторный отсек.
Бензиновые моторы объёмом 2,0 л (106 л. с., 176 км/ч) и 2,2 л (115 л. с., 186 км/ч) имели верхнее расположение распредвала. Двигатели 2,4 и 2,5 (130-138 л. с. и 196 л.с. соответственно) имели распредвал, расположенный в блоке цилиндров, поэтому привод клапанов осуществляется через толкатели, штанги и коромысла. Двигатели 2,4 л. и 2,5 л. имели инжекторную систему впрыска топлива. 
В сентябре 1975 года в версии CX 2200d появился дизельный двигатель мощностью 66 л.с. Вскоре было освоено производство версий с атмосферными дизельными моторами 2,5 л. (75 л.с.; 55 кВт) и турбодизель 2,5 л. (95 л.с.; 70 кВт).
CX ранних выпусков страдали не только от коррозии, но и от перегрева двигателей. Так, до 1978 года двигатели объёмом 2,2 и 2,4 л. в жаркую погоду или при быстрой езде перегревались, в итоге алюминиевая головка блока цилиндров деформировалась, а прокладка ГБЦ «прогорала». Но после 1978 года система охлаждения на этих двигателях была усовершенствована.

## Версии
CX имел три основных варианта исполнения:
- Berline — это обычная версия CX в кузове фастбек.
- Prestige — такой же автомобиль, но с большим пространством для задних пассажиров (как у модели Break) за счёт увеличенной на 25 см длины. Prestige рассматривался как представительский автомобиль повышенной комфортабельности. В оснащение этой модели входило: кондиционер, электрические стеклоподъёмники, более комфортабельные сидения, пепельница в подлокотнике задних пассажиров, магнитола и 4 динамика в дверных картах.
- Break — универсал с очень просторным салоном. Существовали версии с третьим складным рядом сидений. Break имел много места в багажном отсеке, однако задняя подвеска была немного жёстче остальных CX (жёсткая до тех пор, пока автомобиль не будет значительно загружен).

Постройкой многоколёсных автомобилей на базе моделей Citroën занимался известный французский инженер Пьер Тисье. Так как при перестройке длина автомобиля сильно увеличивалась, добавлялась дополнительная заднюю ось. В 1972 году он проектировал свою технику на базе DS и SM. Уже в 1973 году Тисье организовал собственную фирму «Application des Procédés Tissier», которая строила шести и восьмиколёсных автомобилей в различных исполнениях на базе серийных Citroën CX Break. При переоборудовании сохранялась оригинальная гидропневматическая подвеска, благодаря которой автомобиль мог нагружаться самыми разными грузами, при этом дорожный просвет и управляемость оставались как у заводского CX. Столь нестандартные автомобили нашли своих покупателей: стали появляться заказы на постройку карет скорой помощи, фургонов для доставки газет, кемперов и т.д. За всё время производства Citroën CX на мощностях фирмы было переоборудовано множество CX под самые различные нужды. 
- Трёхосный фургон
- Фургон без задних окон
- Автомобиль Национальной школы мостов и дорог (Франция)
- Фургон с объёмной крышей
- Эвакуатор

## Известные владельцы
Во Франции на Citroën CX Prestige часто ездили чиновники и члены правительства, в том числе президент Франции Жак Ширак, который в 1990-х годах передвигался на бронированном CX Prestige.
В 1978 году в ГДР закупили около 15 моделей CX, которые эксплуатировались членами политбюро ЦК СЕПГ и в Министерстве госбезопасности ГДР.
В 1989 году, к годовщине 40-летия ГДР, два CX Prestige 1985 г.в. были отправлены в шведское кузовное ателье Volvo «Nilsson» для переделки в лимузины (удлинены на 60 см), предназначались для Эриха Хонеккера.
В 1984 году король Испании Хуан Карлос I подарил Citroën CX 2400 Елене Чаушеску, жене генерального секретаря Румынской коммунистической партии Николае Чаушеску, на котором она ездила вплоть до своей казни в 1989 году.
Князь Монако Ренье III и его супруга Грейс Келли владели CX Reflex D Break 1981 г.в. и CX 2400 Pallas 1980 г.в. Другими известными владельцами Citroën CX были: премьер-министр Португалии Мариу Суареш, принц-консорт Датский Хенрик, король Норвегии Харальд V, Великий герцог Люксембурга Анри (в 1981 году для его свадьбы на базе CX было построено ландо), принц Нидерландов Бернард, а также Аугусто Пиночет и Мануэль Норьегу.